# Can Peguera
Can Peguera es un barrio de Barcelona, situado entre el barrio de El Turó de la Peira y el de La Guineueta, en el distrito de Nou Barris. El barrio tiene más de 500 viviendas y, durante muchos años, mantuvo el nombre de Ramón Albó. El nombre del barrio, Can Peguera, proviene de una conocida masía conocida por este nombre por la fabricación de pegamento, que se obtenía de la resina de la cercana pineda y se empleaba como adhesivo y aislante.
El barrio tiene una iglesia, la de San Francisco Javier, antigua capilla de la masía de Can Peguera, de tipo rústico.

## Las casas baratas
El conjunto residencial que se edificó, conocido durante muchos años con el nombre de Ramón Albó, fue uno de los cuatro grupos de casas baratas (viviendas unifamiliares de una sola planta, la mayor parte con tejados rústicos y pequeños jardines en la parte delantera) que el Patronato Municipal de la Vivienda construyó en Barcelona coincidiendo con la Exposición Internacional de 1929 para reubicar los trabajadores que vivían en barracas en la montaña de Montjuic. 
Entre 1929 y 1932 se habilitaron 534 casas, un cuartel de la Guardia Civil y la antigua capilla de la masía de Can Peguera. La finca original, al igual que el parque del Turó de la Peira, era de la marquesa de Castellvell, que vendió las 11 hectáreas de las que consta el polígono. Después de la guerra civil española, la capilla se volvió a abrir y desde entonces pertenece a la orden de los Agustinos. El 1947 se construyeron 116 viviendas más, y 7 años más tarde en la única plaza que hay, la plaza de San Francisco Javier, un edificio de viviendas sociales junto a la capilla, para acoger a 30 familias más y la Casa Consistorial de la Parroquia. 
De los cuatro grupos de casas baratas construidas por el Patronato Municipal (Eduardo Aunós, en Sants-Montjuic; Barón de Viver y Buen Pastor, en Sant Andreu); este es el mejor conservado, ya que son los mismos vecinos los que han ido mejorando las casas. Por otra parte, todos los demás se han ido derribando para construir bloques de viviendas.

## Vecinos ilustres
Vecinos del barrio son o han sido, entre otros, José Luis Martín e Irene Montalà